# 久野岬
66°24′S 67°10′W / 66.400°S 67.167°W
久野岬（Kuno Point），是南極洲的海岬，位於比斯科群島，處於沃特金斯島西南端，根據英國探險隊拍攝的空中照片繪入地圖，現時由南極條約體系管理。

## 命名
久野岬的名稱，是為了紀念日本生理學者久野寧（Yasu Kuno），他曾於1936年、1938年、1953年被提名角逐諾貝爾生理學或醫學獎，是滿洲國最初的諾貝爾獎候選人。

### 引用
1. ↑  .   [2014-10-19]. （原始内容存档于2014-10-19）.